# Біберштайн
Біберштайн (нім. Biberstein) — громада  в Швейцарії в кантоні Ааргау, округ Аарау.

## Географія
Громада розташована на відстані близько 75 км на північний схід від Берна, 4 км на північний схід від Аарау.
Біберштайн має площу 4,1 км², з яких на 13,4% дозволяється будівництво (житлове та будівництво доріг), 31% використовуються в сільськогосподарських цілях, 51% зайнято лісами, 4,6% не є продуктивними (річки, льодовики або гори).

## Демографія
2019 року в громаді мешкало 1598 осіб (+13,4% порівняно з 2010 роком), іноземців було 9,8%. Густота населення становила 390 осіб/км².
За віковим діапазоном населення розподілялося таким чином: 17,4% — особи молодші 20 років, 57,1% — особи у віці 20—64 років, 25,5% — особи у віці 65 років та старші. Було 698 помешкань (у середньому 2,3 особи в помешканні).
Із загальної кількості 288 працюючих 18 було зайнятих в первинному секторі, 10 — в обробній промисловості, 260 — в галузі послуг.